# 南村侑廣
南村侑廣（1917年4月17日—1990年4月17日），日本棒球選手，出生於大阪府，曾經效力於日本職棒讀賣巨人等隊伍，於1957年退休，生涯通算39支全壘打。